# Doroteia de Saxe-Altemburgo
Doroteia de Saxe-Altemburgo (Torgau, 26 de Junho de 1601 – Altemburgo, 10 de Abril de 1675), foi uma princesa da Casa de Wettin por nascimento e uma duquesa de Saxe-Eisenach por casamento.

## Vida
Doroteia era filha de Frederico Guilherme I, Duque de Saxe-Weimar (1562-1602) e da sua segunda esposa, a princesa Ana Maria (1575-1643), filha de Filipe Luís, Duque Palatino de Neuburgo.  Nasceu em Torgau, onde o seu pai governava como regente do Eleitorado da Saxónia. Foi educada principalmente no Castelo de Lichtenburg pela princesa-eleitora-viúva Edviges da Dinamarca.  A partir de 1620, tornou-se membro da Sociedade Virtuosa com a alcunha die Freudige ("a alegre").
A 11 de Maio de 1628, Doroteia foi nomeada coadjutora da Abadia de Quedlinburg pela sua irmã mais velha, a princesa Doroteia Sofia, que era abadessa da abadia de Quedlimburgo, uma posição que, anteriormente, tinha sido ocupado pela tia de ambas Maria, até 1610.
Em 1633, Doroteia deixou a abadia e, a 24 de Junho, casou-se em Weimar com o duque Alberto IV de Saxe-Eisenach (1599-1644). Viveu mais trinta-e-um anos após a morte do marido, e não deixou descentes.

## Genealogia
| Doroteia de Saxe-Altemburgo | Pai: Frederico Guilherme I, Duque de Saxe-Weimar | Avô paterno: João Guilherme, Duque de Saxe-Weimar  | Bisavô paterno: João Frederico I da Saxônia             |
| Doroteia de Saxe-Altemburgo | Pai: Frederico Guilherme I, Duque de Saxe-Weimar | Avô paterno: João Guilherme, Duque de Saxe-Weimar  | Bisavó paterna: Síbila de Cleves                        |
| Doroteia de Saxe-Altemburgo | Pai: Frederico Guilherme I, Duque de Saxe-Weimar | Avó paterna: Doroteia Susana do Palatinado-Simmern | Bisavô paterno: Frederico III, Eleitor Palatino         |
| Doroteia de Saxe-Altemburgo | Pai: Frederico Guilherme I, Duque de Saxe-Weimar | Avó paterna: Doroteia Susana do Palatinado-Simmern | Bisavó paterna: Maria de Brandenburg-Kulmbach           |
| Doroteia de Saxe-Altemburgo | Mãe: Ana Maria do Palatinado-Neuburgo            | Avô materno: Filipe Luís do Palatinado-Neuburgo    | Bisavô materno: Wolfgang, Conde Palatino de Zweibrücken |
| Doroteia de Saxe-Altemburgo | Mãe: Ana Maria do Palatinado-Neuburgo            | Avô materno: Filipe Luís do Palatinado-Neuburgo    | Bisavó materna: Ana de Hesse                            |
| Doroteia de Saxe-Altemburgo | Mãe: Ana Maria do Palatinado-Neuburgo            | Avó materna: Ana de Cleves                         | Bisavô materno: Guilherme, Duque de Jülich-Cleves-Berg  |
| Doroteia de Saxe-Altemburgo | Mãe: Ana Maria do Palatinado-Neuburgo            | Avó materna: Ana de Cleves                         | Bisavó materna: Maria da Áustria                        |